# Soleymieux
Soleymieux település Franciaországban, Loire megyében. Lakosainak száma 716 fő (2022. január 1.). Soleymieux Boisset-Saint-Priest, Chenereilles, Margerie-Chantagret, Saint-Georges-Haute-Ville és Saint-Jean-Soleymieux községekkel határos.

## Népesség
A település népessége az elmúlt években az alábbi módon változott:
| Lakosok száma | 358  | 374  | 387  | 580  | 666  | 644  | 654  | 689  | 707  | 716  |
|               | 1968 | 1982 | 1990 | 2006 | 2013 | 2015 | 2017 | 2019 | 2020 | 2022 |